# Chambornay-lès-Pin
Chambornay-lès-Pin – miejscowość i gmina we Francji, w regionie Burgundia-Franche-Comté, w departamencie Górna Saona.
Według danych na rok 1990 gminę zamieszkiwały 314 osoby, a gęstość zaludnienia wynosiła 65 osób/km² (wśród 1786 gmin Franche-Comté Chambornay-lès-Pin plasuje się na 442. miejscu pod względem liczby ludności, natomiast pod względem powierzchni na miejscu 817.).